# Spabrücken
Spabrücken település Németországban, Rajna-vidék-Pfalz tartományban. Lakosainak száma 1176 fő (2023. december 31.).

## Népesség
A település népességének változása:
| Lakosok száma | 978  | 1130 | 1123 | 1142 | 1173 | 1176 |
|               | 1975 | 2017 | 2019 | 2021 | 2022 | 2023 |